# The Troublemaker
The Troublemaker è il ventesimo album in studio del cantante di musica country statunitense Willie Nelson, pubblicato nel 1976.

## Tracce
Side 1
1. Uncloudy Day – 4:40
2. When the Roll Is Called Up Yonder – 2:43 (James Milton Black)
3. Whispering Hope – 5:35
4. There Is a Fountain – 3:13
5. Will the Circle Be Unbroken – 4:35 (A.P. Carter)
6. The Troublemaker – 1:52 (Bruce Bell-and, Dave Somerville)

Side 2
1. In the Garden – 4:08 (C. Austin Miles)
2. Where the Soul Never Dies – 4:14
3. Sweet Bye & Bye – 2:39
4. Shall We Gather – 3:07 (Robert Lowry)
5. Precious Memories – 7:36 (J. B. F Wright)